# 1249

## Esdeveniments
Països Catalans
- 7 de juliol, València: Jaume I hi signa la creació de la institució dels Jurats de la Ciutat i Regne de Mallorca.
- Alcoi - Repartiment de terres de les alqueries d'Alcoi a una sèrie de colons cristians.
- Barcelona - Jaume I crea l'estructura fonamental del govern municipal de la ciutat: un consell de 4 membres, auxiliats per 8 consellers i una assemblea de probi homines -prohoms- tots ells membres de la mà major que 16 anys més tard seran el Consell de Cent.

Món
- Egipte - Setena Croada

## Naixements
Països Catalans
Món

## Necrològiques
Països Catalans
Món
- 27 de setembre, Millau, Comtat de Tolosa: Ramon VII, comte de Tolosa, duc de Narbona i marquès de Provença. El seu mandat està marcat pels esdeveniments de la Croada albigesa (1209-1229) (n. 1197).